# Jörg Gudzuhn

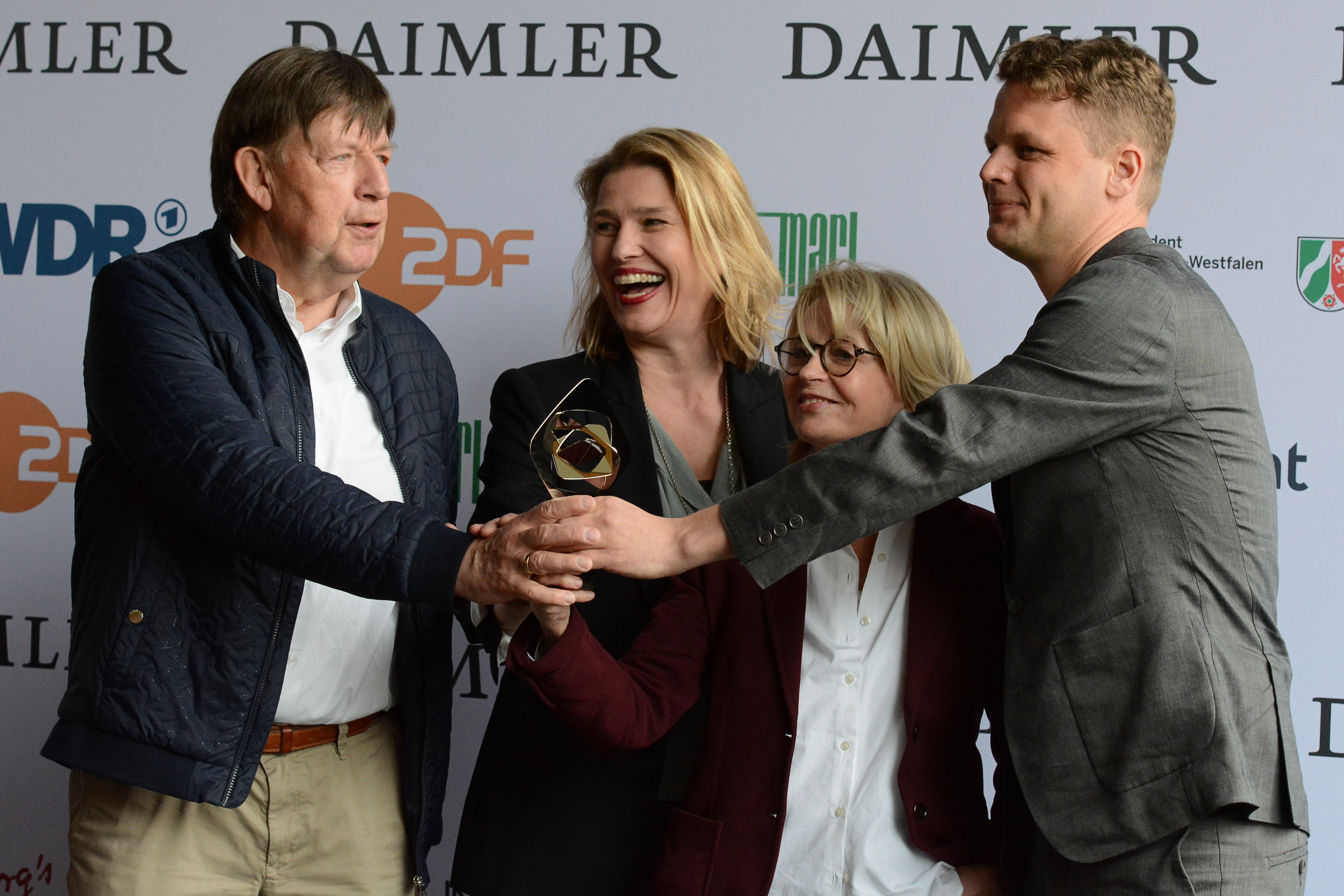
Jörg Gudzuhn (li.) bei der Verleihung des Grimme-Preises 2019 für Familie Lotzmann auf den Barrikaden

Jörg Gudzuhn (* 23. März 1945 in Seilershof) ist ein deutscher Schauspieler.

## Leben
Gudzuhn besuchte von 1951 bis 1959 die Grundschule, anschließend das Bertha-von-Suttner-Gymnasium in Berlin-Reinickendorf. Nach dem Bau der Berliner Mauer konnte er das in West-Berlin gelegene Gymnasium nicht weiter besuchen und brach die Schule kurz vor dem Abitur ohne Abschluss ab. Nachdem er zunächst im Wälzlagerwerk „Josef Orlopp“ in Berlin-Lichtenberg gearbeitet hatte, begann er eine Lehre als Haus- und Wandmaler. 1966 machte er seinen Facharbeiterbrief und arbeitete kurzzeitig in dem Beruf. Nebenbei besuchte Jörg Gudzuhn die Volkshochschule, holte sein Abitur nach und begann, in einer Laientheatergruppe zu spielen. Jörg Gudzuhn besuchte von 1966 bis 1970 die Staatliche Schauspielschule Ernst Busch in Berlin.
Gudzuhn lebt in Neuenhagen bei Berlin.

## Theater
Nach Engagements in Karl-Marx-Stadt im Städtischen Theater (von 1970 bis 1974) und in Potsdam im Hans Otto Theater (von 1974 bis 1976) trat er von 1976 bis 1987 im Maxim-Gorki-Theater in Berlin auf. Von 1987 bis 2011 war Jörg Gudzuhn festes Ensemble-Mitglied am Deutschen Theater Berlin.
Bekannte Rollen im Theater sind u. a. der McMurphy in Einer flog über das Kuckucksnest, als Zettel in William Shakespeares Ein Sommernachtstraum, als Claudius in der Heiner-Müller-Inszenierung Hamlet / Maschine, der Dorfrichter Adam in Heinrich von Kleists Der zerbrochne Krug, inszeniert von Thomas Langhoff oder Sophokles’ König Ödipus und Othello von William Shakespeare in den Inszenierungen von Alexander Lang.
Zahlreiche Stücke, in denen Gudzuhn im Deutschen Theater spielte, standen über viele Jahre auf dem Spielplan des Hauses. So spielte er zum Beispiel ab 1987 in achtzehn Spielzeiten 325 Mal den Saladin in Friedo Solters Inszenierung Nathan der Weise. Die Stücke Der zerbrochne Krug (mindestens 150 Mal) sowie Der Turm, Onkel Wanja und Die Dreigroschenoper (jeweils rund 100 Mal) wurden ebenfalls häufig aufgeführt.
Er wirkte 1992 und 1993 als Mammon in dem Stück Jedermann bei den Salzburger Festspielen mit. Die Stücke Nathan der Weise (1993), Der Cid (1994), Die Dreigroschenoper (1995), Der Turm (1995), Onkel Wanja (1997) und Der Besuch der alten Dame (1999) standen auf dem Programm der Bregenzer Festspiele. Die Inszenierung Kriemhilds Rache wurde 1994 im Rahmen der Wiener Festwochen aufgeführt. Von 2002 bis 2010 spielte Gudzuhn rund 100 Mal in dem Einpersonen-Stück Leben bis Männer von Thomas Brussig einen Fußballtrainer.
Mit dem Stück „Der Heiler“ von Oliver Bukowski und in der Regie von Piet Drescher verabschiedete sich Jörg Gudzuhn im Jahre 2011 von der Theaterbühne.

## Film / Fernsehen
Bereits Ende der 1960er Jahre erhielt Jörg Gudzuhn erste Angebote vom Fernsehen der DDR und von der DEFA. Wie viele seiner Kollegen war er in zahlreichen TV-Spielen der Reihen Der Staatsanwalt hat das Wort und Polizeiruf 110 zu sehen. Verstärkt wurde er ab den 1970er Jahren engagiert. Es folgten Hauptrollen u. a. in der Verfilmung Das Luftschiff (1983, Regie Rainer Simon), die Grünstein-Variante (1984, Regie Bernhard Wicki) und Fallada – Letztes Kapitel (1988, Regie Roland Gräf). Den Schriftsteller Hans Fallada stellte Gudzuhn überzeugend in all seiner Zerrissenheit, manchmal Hilflosigkeit und als von Zweifeln geplagten Menschen dar.
Auch im vereinigten Deutschland setzte Jörg Gudzuhn seine Karriere im Fernsehen fort. Hier u. a. in dem Carow-Film Verfehlung (1992) und im Science-Fiction Film Moebius (1992, Regie Matti Geschonneck), außerdem zeigte er als „Cowboy“ in sechs Folgen der TV-Serie Liebling Kreuzberg sein komödiantisches Talent. Besondere Bekanntheit erreichte Gudzuhn durch seine Rolle als Kommissar Joe Hoffer in der ZDF-Krimiserie Der letzte Zeuge (1998–2007), in der er an der Seite von Ulrich Mühe und Gesine Cukrowski spielte. 1998 und 2019 erhielt Jörg Gudzuhn den Adolf-Grimme-Preis.
In der Zusammenarbeit mit Horst Krause entstanden ab 2015 vier Filme der Krüger-Reihe. Die DEFA-Stiftung führte 2015 mit ihm ein Interview, u. a. über seine DEFA-Spielfilme Das Luftschiff, Fahrschule und Fallada - Letztes Kapitel.

## Theatrografie (Auswahl)
Hans Otto Theater Potsdam
- 1974: Alfred Matusche: An beiden Ufern (Max) – Regie: Rolf Winkelgrund

Maxim Gorki Theater Berlin
- 1975: Peter Hacks: Rosie träumt (Gallikan) – Regie: Wolfram Krempel
- 1976: Aurel Baranga: Die öffentliche Meinung (Chitlaru) – Regie: Karl Gassauer
- 1977: Ödön von Horváth: Kasimir und Karoline (Kasimir) – Regie: Wolfram Krempel
- 1977: Gerhart Hauptmann: Einsame Menschen (Johannes Vockerath) – Regie: Thomas Langhoff
- 1977: Maxim Gorki: Nachtasyl (Satin) – Regie: Albert Hetterle
- 1978: Alexander Gelman: Rückkopplung (Nurkow) – Regie: Albert Hetterle
- 1979: Anton Tschechow: Drei Schwestern (Wershinin) – Regie: Thomas Langhoff
- 1980: Jürgen Groß: Geburtstagsgäste (Graenke) – Regie: Wolfram Krempel
- 1980: William Shakespeare: Ein Sommernachtstraum (Bottem) – Regie: Thomas Langhoff
- 1980: Nikolai Gogol: Der Revisor (Chlestakow) – Regie: Boris Luzenko
- 1981: Jordan Raditschkow: Versuch zu fliegen (Kiro) – Regie: Grischa Ostrowski
- 1982: Dale Wasserman: Einer flog über das Kuckucksnest (McMurphy) – Regie: Rolf Winkelgrund
- 1983: Athol Fugard: Dimetos (Dimetos) – Regie: Rolf Winkelgrund
- 1983: Sean O’Casey: Der Pflug und die Sterne (Der junge Covey) – Regie: Rolf Winkelgrund
- 1984: Anton Tschechow: Platonow (Triletzkij) – Regie: Thomas Langhoff
- 1985: Alexander Gelman: Wir, die Endesunterzeichnenden (Schindin) – Regie: Albert Hetterle
- 1985: Tadeusz Rózewicz: Die Falle (Franz) – Regie: Rolf Winkelgrund
- 1986: Victor Contreras: Monolog für zwei (Herr von oben / Herr von unten) – Regie: Victor Tapia

Deutsches Theater Berlin
- 1985: Friedrich Schiller: Maria Stuart (Dudley) – Regie: Thomas Langhoff
- 1987: Gotthold Ephraim Lessing: Nathan der Weise (Saladin) – Regie: Friedo Solter
- 1987: Iwan Turgenjew: Ein Monat auf dem Lande (Shpigelsky) – Regie: Thomas Langhoff
- 1988: Ernst Barlach: Die echten Sedemunds (Grude) – Regie: Rolf Winkelgrund
- 1988: Michail Schatrow: Diktatur des Gewissens (Krymow) – Regie: Friedo Solter
- 1989: Paul Claudel: Mittagswende (Mesa) – Regie: Rolf Winkelgrund
- 1990: Heinrich von Kleist: Der zerbrochne Krug (Dorfrichter Adam) – Regie: Thomas Langhoff
- 1991: William Shakespeare/Heiner Müller: Hamlet/Maschine (Claudius) – Regie: Heiner Müller
- 1991: Heinrich von Kleist: Das Käthchen von Heilbronn (Maximilian) – Regie: Thomas Langhoff
- 1991: Heiner Müller: Mauser / Quartett (Vicomte Valmont) – Regie: Heiner Müller
- 1992: Hugo von Hofmannsthal: Der Turm (Basilius) – Regie: Thomas Langhoff
- 1992: Klaus Pohl: Karate-Billi kehrt zurück (Billi Kotte) – Regie: Alexander Lang
- 1993: Eugene O’Neill: Der Eismann kommt (Hickey) – Regie: Thomas Langhoff
- 1993: Pierre Corneille: Der Cid (Don Rodrigo) – Regie: Alexander Lang
- 1994: Friedrich Hebbel: Kriemhilds Rache (Hagen) – Regie: Thomas Langhoff
- 1994: Botho Strauss: Das Gleichgewicht (Le Coeur) – Regie: Thomas Langhoff
- 1995: Brecht / Weill: Die Dreigroschenoper (Macheath) – Regie: Alexander Lang
- 1996: Sophokles: König Ödipus (König Ödipus) – Regie: Alexander Lang
- 1997: Anton Tschechow: Onkel Wanja (Astrow) – Regie: Thomas Langhoff
- 1997: William Shakespeare: Maß für Maß (Herzog Vicentio) – Regie: Uwe Eric Laufenberg
- 1998: William Shakespeare: Othello Der Moor von Venedig (Othello) – Regie: Alexander Lang
- 1999: Friedrich Dürrenmatt: Der Besuch der alten Dame (Lehrer) – Regie: Thomas Langhoff
- 2000: frei nach Alfred Döblin: Verratenes Volk (Liebknecht) – Regie: Einar Schleef
- 2001: Anton Tschechow: Die Möwe (Trigorin) – Regie: Thomas Langhoff
- 2001: William Shakespeare: König Lear (Gloucester) – Regie: Thomas Langhoff
- 2001: August Strindberg: Totentanz (Edgar) – Regie: Hans Neuenfels
- 2001: Thomas Brussig: Leben bis Männer (Trainer) – Regie: Peter Ensikat
- 2002: Peter Turrini: da Ponte in Santa Fe (da Ponte) – Regie: C. Peymann (Salzburger Festspiele)
- 2003: Gerhart Hauptmann: Einsame Menschen (Vater Vockerath) – Regie: Michael Thalheimer
- 2004: Heinrich von Kleist: Die Hermannsschlacht (Hermann der Cherusker) – Regie: Tom Kühnel
- 2005: Simon Neil: Sonny Boys (Al Lewis) – Regie: Martin Duncan
- 2005: Molière: Tartuffe (Orgon) – Regie: Robert Schuster
- 2005: Friedrich Dürrenmatt: Die Physiker (Newton) – Regie: András Fricsay
- 2007: Frank Wedekind: Musik (Reißner) – Regie: Thomas Schulte-Michels
- 2008: Carlo Goldoni: Mirandolina (Forlimpopoli) – Regie: Ernst Stötzner
- 2009: Nick Whitby: Sein oder Nichtsein (Gruppenführer Erhardt) – Regie: Rafael Sanchez
- 2009: Arthur Schnitzler: Der einsame Weg (Professor Wegrat) – Regie: Christian Petzold
- 2011: Oliver Bukowski: Der Heiler (Grebenhoeve) – Regie: Piet Drescher

- 2012: Theresia Walser: Ein bisschen Ruhe vor dem Sturm (Prächtel) – Regie: Guntbert Warns (Renaissance-Theater Berlin)
- 2019: Henry Purcell: King Arthur (Merlin) (Staatsoper unter den Linden Berlin)

## Filmografie
- 1970: Der Staatsanwalt hat das Wort, Folge: Strafversetzt (TV-Serie)
- 1970: März 1920
- 1973: Stülpner-Legende (TV-Reihe)
- 1973: Antigone
- 1975: Till Eulenspiegel
- 1975–1978: Gefährliche Fahndung (TV-Serie)
- 1977: Das Verhör
- 1977: Dantons Tod (Studioaufzeichnung Fernsehen)
- 1977: Der Staatsanwalt hat das Wort, Folge: Ein Strauß roter Nelken (TV-Serie)
- 1978: Die Urlauber
- 1978: Marx und Engels. Stationen eines Lebens (TV-Serie)
- 1978: Der Fall Brian O’Hara
- 1979: Minna von Barnhelm oder Das Soldatenglück
- 1979: Polizeiruf 110: Barry schwieg (TV-Reihe)
- 1980: Muhme Mehle (Fernsehfilm)
- 1980: Hedda Gabler (Studioaufzeichnung Fernsehen)
- 1980: Nachtasyl
- 1981: Kabale und Liebe
- 1982: Die Fische
- 1982: Die Generalprobe
- 1983: Das Luftschiff
- 1983: Das Interview
- 1984: Drei Schwestern (Fernsehfilm)
- 1984: Ein Sommernachtstraum
- 1984: Die Grünstein-Variante
- 1984: Die ewigen Gefühle
- 1984: Eine sonderbare Liebe
- 1986: Fahrschule
- 1988: Fallada – Letztes Kapitel
- 1989: Nathan der Weise
- 1989: Diktatur des Gewissens
- 1991: Ende der Unschuld (TV-Mehrteiler)
- 1991: Verfehlung
- 1991: Der zerbrochne Krug
- 1992: Moebius
- 1992: Die Verfehlung
- 1993: Karate-Bill kehrt zurück
- 1993–1994: Liebling Kreuzberg, Folgen 31–36, 39 (TV-Serie)
- 1994: Polizeiruf 110: Bullerjahn (TV-Reihe)
- 1994: Das Phantom – Die Jagd nach Dagobert
- 1994: Mordgeschichten, Folge: Profis (TV-Serie)
- 1995: Die Männer vom K3, Folge: Geschäft mit dem Tod (TV-Serie)
- 1995: Die Straßen von Berlin – Dunkelrote Rosen
- 1996: Doppelter Einsatz, Folge: Happy Birthday
- 1996: Kinder ohne Gnade
- 1996: Atemlos durch die Nacht
- 1997: Viel Spaß mit meiner Frau
- 1998: Freiwild
- 1998–2007: Der letzte Zeuge (TV-Serie)
- 1999: Jacks Baby!
- 2000: HeliCops – Einsatz über Berlin, Folge: Die Brodsky-Variante (TV-Serie)
- 2000: Crazy
- 2000: Wolffs Revier, Folge: Tanz mit dem Teufel (TV-Serie)
- 2003: Im Schatten der Macht (TV-Mehrteiler)
- 2008: Tatort – Blinder Glaube (TV-Reihe)
- 2012–2017: Heiter bis tödlich: Alles Klara (Fernsehserie)
- 2012: Das Traumschiff – Bali
- 2012: Lena Fauch und die Tochter des Amokläufers
- 2013: Lena Fauch – Gefährliches Schweigen
- 2014: Altersglühen – Speed Dating für Senioren
- 2014: Das Ende der Geduld
- 2014: Lena Fauch – Vergebung oder Rache  (Fernsehfilm)
- 2015: Das Traumschiff – Kanada  (Fernsehfilm)
- 2015: Krüger aus Almanya  (Fernsehfilm)
- 2015: Polizeiruf 110: Wendemanöver (Doppelfolge, TV-Reihe)
- 2016: Lena Fauch – Du sollst nicht töten (Fernsehfilm)
- 2016: Familie Lotzmann auf den Barrikaden (Fernsehfilm)
- 2017: Krügers Odyssee (Fernsehfilm)
- 2018: Küss die Hand, Krüger  (Fernsehfilm)
- 2018: Hanne
- 2020: Kryger bleibt Krüger  (Fernsehfilm)
- 2020: Alte Bande
- 2022: Das Begräbnis (Fernsehserie)
- 2022: Honecker und der Pastor (Fernsehfilm)
- 2023: Mein Falke (Fernsehfilm)

## Hörspiele und Features
Jörg Gudzuhn war als Sprecher in bisher ca. 100 Hörspielen bzw. Features tätig.
- 1974: Joachim Nowotny: Ein altes Modell – Regie: Walter Niklaus (Hörspiel – Rundfunk der DDR)
- 1976: Rudolf Braune: Das Mädchen an der Orga Privat (Fritz) – Regie: Barbara Plensat (Rundfunk der DDR)
- 1976: Heinrich von Kleist: Michael Kohlhaas (Junker von Tronka) – Regie: Hans-Dieter Meves (Rundfunk der DDR)
- 1980: Wolfgang Mahlow: Zwischen gestern und morgen (Lehrer) – Regie: Christa Kowalski (Hörspiel – Rundfunk der DDR)
- 1980: Michail Bulgakow: Die Kabale der Scheinheiligen (d’Orsini) – Regie: Werner Grunow (Hörspiel – Rundfunk der DDR)
- 1982: E. T. A. Hoffmann: Wenn man einen Nußknacker liebt (Erzähler) – Regie: Christa Kowalski (Kinderhörspiel – Rundfunk der DDR)
- 1982: Peter Hacks: Das Windloch – Geschichten von Henriette und Onkel Titus (Kapitän Schwetje) – Regie: Fritz Göhler (Kinderhörspiel – Litera)
- 1982: Peter Hacks: Das Turmverlies – Geschichten von Henriette und Onkel Titus (Kapitän Schwetje) – Regie: Fritz Göhler (Kinderhörspiel – Litera)
- 1982: Johann Wolfgang von Goethe: Stella – Regie: Fritz Göhler (Rundfunk der DDR)
- 1988: Anton Tschechow: Krankensaal Nr. 6 (Dr. Ragin) – Regie: Joachim Staritz (Hörspiel – Rundfunk der DDR)
- 1993: Anonymus: Tausendundeine Nacht (1.–3. Folge)  (Schah-Riar) – Regie: Robert Matejka (Hörspiel – RIAS Berlin)
- 1996: Franz Zauleck: Olga bleibt Olga – Regie: Karlheinz Liefers (Kinderhörspiel – DLR Berlin)
- 2001: Horst Hussel: Musik aus Gägelow – Ulrich Gerhardt (Hörspiel – DLR / SWR)
- 2003: Manfred Zauleck: Die Reise nach Baratonga – Regie: Wolfgang Rindfleisch (Kinderhörspiel – DLR Berlin)
- 2004: Johann Wolfgang von Goethe: Faust I und II (Mephisto) – Regie Gerda Zschiedrich (Hörspiel – Eulenspiegel-Verlag)
- 2007: Paul-Albert Wagemann: Süß-saure Lösung – Regie: Gabriele Bigott (Hörspiel- rbb)
- 2008: Tom Wolf: Rabenschwarz – Regie: Barbara Plensat (Hörspiel DLR)
- 2010: Jakob Arjouni: Der heilige Eddy (König) – Bearbeitung und Regie: Judith Lorentz (DKultur)
- 2014: Mario Göpfert: Sonnenglut und Wüstenpferd – Regie: Christine Nagel (Kinderhörspiel – DKultur)

## Hörbücher
- Rummelplatz, Der Audio Verlag, Berlin 2007, ISBN 978-3-89813-674-7 (Lesung, 6 CDs, 476 min)

## Auszeichnungen
- 1983: Kunstpreis der DDR[9]
- 1988: Hauptdarstellerpreis auf dem 5. Nationalen Spielfilmfestival der DDR für Fahrschule
- 1988: Hauptdarstellerpreis auf dem 5. Nationalen Spielfilmfestival der DDR für Fallada – letztes Kapitel
- 1998: Adolf-Grimme-Preis für den Fernsehfilm Viel Spaß mit meiner Frau (gemeinsam mit Regisseur Peter Welz und Schauspielkollege Jörg Schüttauf)
- 2019: Adolf-Grimme-Preis für den Fernsehfilm Familie Lotzmann auf den Barrikaden (gemeinsam mit Sönke Andresen (Buch), Axel Ranisch (Regie) und Gisela Schneeberger)